# Rollercoaster (album)
Rollercoaster – trzeci album studyjny polskiego piosenkarza oraz producenta muzycznego Łukasza „Mrozu” Mroza, wydany w 11 marca 2014 roku nakładem wytwórni Warner Music Poland.
W 2016 roku płyta uzyskała w Polsce status platynowej.

## Lista utworów
Opracowano na podstawie materiałów źródłowych: 
| Lp. | Utwór                              | Produkcja        | Tekst                                      | Czas  |
| --- | ---------------------------------- | ---------------- | ------------------------------------------ | ----- |
| 1   | Jak nie my to kto (z Tomson)       | Mrozu, Dryskull  | Krzysztof Sacała, Tomasz Lach, Łukasz Mróz | 3:42  |
| 2   | Nic do stracenia (z Sound'n'Grace) | Mrozu            | Łukasz Mróz                                | 3:35  |
| 3   | 1000 metrów pod ziemią             | Łukasz Mróz      | Krzysztof Sacała, Łukasz Mróz              | 3:50  |
| 4   | Burn This (z Frenchym)             | Mrozu, Dryskull  | Marc Mavambu, Łukasz Mróz                  | 3:33  |
| 5   | Rollercoaster                      | Firestone, Mrozu | Krzysztof Sacała, Łukasz Mróz              | 3:13  |
| 6   | Poza logiką                        | Mrozu, Dryskull  | Krzysztof Sacała, Łukasz Mróz              | 3:45  |
| 7   | Huragan                            | Mrozu, Dryskull  | Łukasz Mróz                                | 3:26  |
| 8   | Kuloodporny                        | Mrozu, Dryskull  | Krzysztof Sacała, Łukasz Mróz              | 3:15  |
| 9   | Ogień                              | Mrozu, Dryskull  | Krzysztof Sacała, Łukasz Mróz              | 4:17  |
| 10  | Story                              | Mrozu, Dryskull  | Marc Mavambu, Łukasz Mróz                  | 3:41  |
|     |                                    |                  |                                            | 36:22 |

## Notowania
| Kraj   | Lista | Pozycja |
| ------ | ----- | ------- |
| Polska | POL   | 12      |

## Certyfikaty i sprzedaż
| Kraj          | Certyfikat      | Sprzedaż | Data            |
| ------------- | --------------- | -------- | --------------- |
| Polska (ZPAV) | platynowa płyta | 30 000+  | 6 kwietnia 2016 |
| Polska (ZPAV) | złota płyta     | 15 000+  | 11 marca 2015   |